# Hans Altmann (Linguist)
Hans Altmann (* 19. Mai 1943 in Plattling) ist ein deutscher Linguist.

## Leben
Er studierte von 1963 bis 1970 Germanistik, Geschichte und Geographie in München (1970 Staatsexamen/1975 Promotion/Habilitation 1980). Von 1970 bis 1975 war er wissenschaftliche Hilfskraft an der LMU, von 1975 bis 1980 wissenschaftlicher Assistent. 1980 erhielt er Rufe auf C3-Professuren an der Universität Köln und der LMU. Seit 1980 ist er Professor für Germanistische Linguistik an der LMU. 1984 lehnte er den Ruf auf eine C4-Professur an der Goethe-Universität Frankfurt am Main ab.

## Schriften (Auswahl)
- Die Gradpartikeln im Deutschen. Untersuchungen zu ihrer Syntax, Semantik und Pragmatik. Tübingen 1976, ISBN 3-484-10248-9.
- Gradpartikel-Probleme. Zur Beschreibung von gerade, genau, eben, ausgerechnet, vor allem, insbesondere, zumindest, wenigstens. Tübingen 1978, ISBN 3-87808-808-6.
- Formen der Herausstellung im Deutschen. Rechtsversetzung, Links-versetzung, Freies Thema und verwandte Konstruktionen. Tübingen 1981, ISBN 3-484-30106-6.
- als Herausgeber: Intonationsforschungen. Tübingen 1988, ISBN 3-484-30200-3.